# Рогово (Питаловський район)
Рогово (рос. Рогово) — присілок в Питаловському районі Псковської області Російської Федерації.
Населення становить 27 осіб. Входить до складу муніципального утворення Гавровська волость.

## Історія
Від 2015 року входить до складу муніципального утворення Гавровська волость.

## Населення
| 2001 | 2002 | 2010 |
| ---- | ---- | ---- |
| 32   | ↘30  | ↘27  |